# Stenus carbonarius
Stenus carbonarius – gatunek chrząszcza z rodziny kusakowatych i podrodziny myśliczków (Steninae).
Gatunek ten został opisany w 1827 roku przez Leonarda Gyllenhaala.
Chrząszcz o ciele długości od 3 do 3,2 mm, z wierzchu gęsto i niezbyt szorstko punktowanym. Jego głowę cechuje wypukłe pośrodku i wklęsłe po bokach czoło. Przedplecze jest u niego niewiele dłuższe niż szersze. Początkowe tergity odwłoka mają pojedyncze krótkie, podłużne listewki pośrodku części nasadowych. Obrys odwłoka jest ku tyłowi co najwyżej nieznacznie zwężony. Odnóża mają barwę czarną, czasem z nieco ciemnobrunatnymi udami Krótkie tylne stopy są niewiele dłuższe niż połowa goleni. Czwarty człon stóp cechuje lekkie sercowate wcięcie.
Owad palearktyczny, rozprzestrzeniony w całej Europie z wyjątkiem Półwyspu Iberyjskiego i Apenińskiego. Znany także z Gruzji, Syberii i Maroka. W Polsce odnotowany na nielicznych stanowiskach. Zasiedla szlamowate pobrzeża wód słodkich, gdzie przebywa pod opadłymi liśćmi, szczątkami roślinnymi i napływkami.